# 2945 Zanstra
2945 Zanstra (1935 ST1) là một tiểu hành tinh vành đai chính được phát hiện ngày 28 tháng 9 năm 1935 bởi H. van Gent ở Johannesburg (LS).